# Bohse Automobilbau
Bohse Automobilbau GmbH was een Duitse autofabrikant die gevestigd was in Dörpen.

## Beschrijving
De ondernemer Johann Bohse produceerde vanaf 1987/1988 de Euro-Star. De Euro-Star was in feite een Lada 2105 die met een carrosserie van glasvezelversterkte kunststof was omgebouwd tot een open vrijetijdsvoertuig. Hij had geen deuren, in plaats daarvan aan de zij- en achterkant een stoffen kap met kunststof ruiten en een rolbeugel. Bovendien had hij twee uitneembare targa-daken die eveneens van kunststof waren. De technische basis van Lada bleef ongewijzigd.
De eerste auto's van Bohse hadden de Volkswagen Golf I als basis, deze werden nog onder de naam Bohse Sprinter aangeboden. Er werden slechts 30 auto's op basis van de Golf I geproduceerd. Van de Euro-Star op Lada-basis werden 200 exemplaren gebouwd. Beide versies hadden dezelfde carrosserie, alleen de koplampen en achterlichten waren anders. Bij de Sprinter stamden bijvoorbeeld de achterlichten van de Volkswagen LT.
In de jaren 90 werd een boven de achterbank te openen versie van de Lada Samara (model 2108) bij Bohse geproduceerd. Deze werd als Bohse Safari door de fabrikant Bohse verkocht en later, nadat Lada de rechten had teruggekocht, door het reguliere Lada-dealernet in Duitsland met de aanduiding Lada Samara Fun en in Nederland als Lada Samara Taiga. Van de Safari werden ongeveer 2000 stuks gebouwd.
Wegens gebrek aan bedrijfsopvolging en de hoge leeftijd van de bedrijfsleider werd de productie bij Bohse Automobilbau GmbH in 1993 gestaakt. De restbestanden, ongeveer 50 auto's, werden voor ongeveer 7000 D-mark per auto verkocht. 